# Francis Lorenzo
Francisco Lorenzo Torres, més conegut com a Francis Lorenzo, (Pontevedra, Galícia, 24 de setembre de 1960) és un actor de cinema i televisió, i presentador de televisió gallec.

## Filmografia
| Llargmetratges - Las cosas del querer (1989) - Terranova (1990) - Un paraguas para tres (1992), de Felipe Vega. - Huidos (1993) - Tocando fondo (1993) - Tirano Banderas (1993) - El detective y la muerte (1994) - Cómo ser infeliz y disfrutarlo (1994) - La pasión turca (1994 - Nadie hablará de nosotras cuando hayamos muerto (1995) - Mar de luna (1995) - El rey del río (1995) - El seductor (1995) - Antártida (1995 - Sabor latino (1996) - Corsarios del chip (1996) - Gran Slalom (1996) - Black (1998) - El florido pensil (2002) - El año del diluvio (2004). - Tiovivo c. 1950 (2004) - Águila roja: la pel·lícula (2011) | Curtmetratges - Un café de ollos verdes (1992) - Los amigos del muerto (1993) - Sitcom show (1996) |

### Televisió
| Paper fix - Por fin solos (1995) - Canguros(1996) - Médico de familia - Canciones de nuestra vida (1997) - Compañeros (1998-2002) - Mis adorables vecinos (2003-2006) - Águila roja (2009-presente) - El ángel de Budapest (2011) | Paper esporàdic - La forja de un rebelde (1990) - El C.I.D. (1992) - El día que me quieras (1994) - Turno de oficio: Diez años después (1996) |

Programes
- España a ras de cielo (2013)

## Premis i nominacions
| Any  | Premi                                | Categoria                           | Títol                              | Resultat  |
| ---- | ------------------------------------ | ----------------------------------- | ---------------------------------- | --------- |
| 2010 | Premios APEI-PRTV                    | Televisió                           | Per la seva carrera interpretativa | Guanyador |
| 2011 | Premis de la Unió d'Actors (Espanya) | Millor actor secundari de televisió | Águila Roja                        | Nominat   |
| 2011 | Premios ACE (Nova York)              | Millor Característic                | Águila Roja                        | Guanyador |